# 韦尔萨约
韦尔萨约（法語：Versailleux，法語發音：[vɛʁsajø]）是法国东部安省的一个市镇，属于布雷斯地区布尔格区。

## 地理
韦尔萨约（45°58'49"N, 5°6'14"E）面积18.77 平方千米，位于法国奥弗涅-罗讷-阿尔卑斯大区安省，该省份为法国东部省份，北起汝拉省，西北接索恩-卢瓦尔省，西接罗讷省和里昂大都会，南至伊泽尔省，东与萨瓦省、上萨瓦省和瑞士接壤。
与韦尔萨约接壤的市镇（或旧市镇、城区）包括：比里约、沙拉蒙、克朗、茹瓦约、勒普朗泰、里尼约勒弗朗、维拉尔莱栋布。

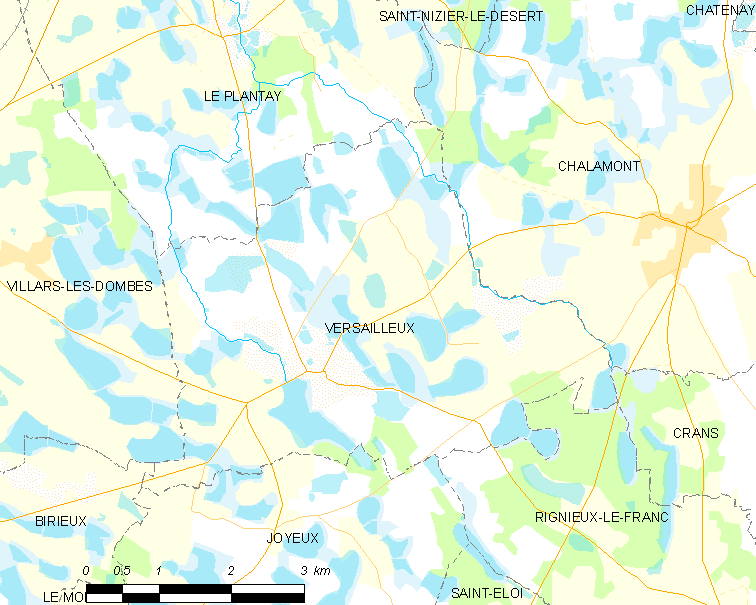
韦尔萨约的OSM定位图

韦尔萨约的时区为UTC+01:00、UTC+02:00（夏令时）。

## 行政
韦尔萨约的邮政编码为01330，INSEE市镇编码为01434。

## 政治
韦尔萨约所属的省级选区为塞泽里亚县。

## 人口

1962-2008年间韦尔萨约人口变化图示

韦尔萨约于2022年1月1日时的人口数量为500人。